# 煮合い
煮合い（にあい）は、茨城県水戸市東部の下市（）地域の郷土料理。根菜を用いた精進料理である。

## 概要
茨城県は日本でもトップクラスの耕地面積を有しており、レンコン、ゴボウ、ネギなど、1年通じて数多くの野菜が収穫されている。特に、霞ヶ浦湖畔でのレンコン栽培は盛んであり、レンコンの作付面積、生産量は、共に日本で1位となっている。こうした地元で採れる野菜野菜を活用した郷土料理は、現代まで根付いており、煮合いもその1つと言える。
煮合いは、茨城県水戸市の東部、水戸街道の起点でもある下市地域の郷土料理であり、その歴史は古い。レンコンやゴボウといった茨城県の特産品である食材を用いて作られている。

## 食の機会
主に家庭でつくられる料理であり、調理方法はシンプルであるが（#作り方の例参照）、使用する具材や味付けは各家庭によって異なる。酢を用いて味付けをすることから、日持ちがすることもあって日常的に食べられている。
子安講（毎月19日に安産・子育ての神である子安神をまつる講）の際のおもてなし料理として振る舞われていた。この他、正月や祝いの席など人の集まるハレの日には欠かせない郷土料理として食されてきた。
加えて、冠婚葬祭の際も供されるが、仏事の際にはニンジンを用いずに、白い料理として仕上げる。
茨城県内では小学校の給食としても提供されている。

## 名称の由来
名前の由来は諸説あるが、材料を「煮て和える」ことから「煮合い」と呼ばれるようになったとされる。

## 作り方の例
作り方の例
1. 食材を適宜切り、油揚げは熱湯で油抜きする、干しシイタケは水で戻すなど下ごしらえを行う。
2. 多めの植物油を鍋に熱し、食材を炒める。
3. 食材に油が回ったら、鍋に干しシイタケの戻し汁、醤油、砂糖を加えて煮る。
4. ゴボウがしんなりするくらいに煮えたら、酢を加えて落とし蓋をし、火を停めて蒸らす。